# Dmitri Reicherd
Dmitri Alexandrowitsch Reicherd (russisch Дмитрий Александрович Рейхерд; * 1. August 1989 in Ust-Kamenogorsk, Kasachische SSR, Sowjetunion) ist ein kasachischer Freestyle-Skier, gehört zur Minderheit der Kasachstandeutschen. Er ist auf die Buckelpisten-Disziplinen Moguls und Dual Moguls spezialisiert.

## Biografie
Reicherd hatte sein Debüt im Weltcup am 18. Februar 2005 in Sauze d’Oulx, wo er 43. wurde. Die ersten Weltcuppunkte gewann er am 14. Dezember 2005 mit Platz 24 in Tignes. Bei den Juniorenweltmeisterschaften 2007 in Airolo gewann er die Goldmedaille im Dual-Moguls-Wettbewerb. Nachdem er am 7. März 2008 in Åre erstmals eine Podestplatzierung im Weltcup erzielt hatte, gelang ihm am darauf folgenden Tag der erste Sieg. Mit zwei Top-10-Platzierungen konnte er in der Saison 2008/09 nicht ganz an die Leistungen des Vorwinters anknüpfen. Die Saison 2009/10 war von großer Unbeständigkeit geprägt, Reicherds Weltcupergebnisse reichten von Platz 3 bis Platz 53. Bei den Olympischen Winterspielen 2010 in Vancouver fuhr auf den 18. Platz.
Zu Beginn des Jahres 2011 gewann Reicherd bei den Winter-Asienspiele in Almaty die Goldmedaille. In der Weltcupsaison 2011/12 gelang ihm ein zweiter Platz in Beida Lake, während er in der Weltcupsaison 2012/13 nicht über einen achten Platz hinauskam. In der Saison 2013/14 war ein vierter Platz im Moguls-Wettbewerb von Deer Valley sein bestes Ergebnis. Bei den Olympischen Winterspielen 2014 in Sotschi wurde er Fünfter. Dasselbe Ergebnis war sein bestes während der Weltcupsaison 2014/15, während er in der Sierra Nevada bei der Winter-Universiade 2015 den zweiten Platz im Moguls-Wettbewerb belegte.
In der Saison 2015/16 stand Reicherd als Dritter des Dual-Moguls-Wettbewerbs in Deer Valley erneut auf dem Podest eines Weltcuprennens; hinzu kamen drei weitere Top-10-Platzierungen. Noch besser verlief für ihn die Saison 2016/17: Am 13. Januar 2017 realisierte er mit dem ersten Platz im Moguls-Wettbewerb von Lake Placid seinen zweiten Weltcupsieg, einen Monat später wurde er in Pyeongchang Zweiter. Bei der Winter-Universiade 2017 in Almaty gewann Reicherd sowohl im Moguls- als auch im Dual-Moguls-Wettbewerb die Goldmedaille, bei den Winter-Asienspielen 2017 kamen zwei Bronzemedaillen hinzu.
Reicherd wurde in der Weltcupsaison 2017/18 viermal Zweiter und dreimal Dritter (jeweils hinter Mikaël Kingsbury), was in der Disziplinenwertung den zweiten Platz ergab. Bei den Olympischen Winterspielen 2018 fuhr er auf den achten Platz. Die darauf folgende Saison (zwei Podestplätze) brach er Ende Januar 2019 aufgrund einer Verletzung ab, wodurch er auch die Weltmeisterschaft verpasste. Drei weitere Weltcup-Podestplätze gelangen ihm im Winter 2019/20, noch einer im Winter 2020/21. Bei der Weltmeisterschaft 2021 in Almaty klassierte er sich in beiden Wettbewerben jeweils als Fünfter. Reicherd nahm an den Olympischen Winterspielen 2022 in Peking teil, wo er den achten Platz erzielte.

## Erfolge

### Olympische Spiele
- Turin 2006: 33. Moguls
- Vancouver 2010: 18. Moguls
- Sotschi 2014: 5. Moguls
- Pyeongchang 2018: 8. Moguls
- Peking 2022: 8. Moguls

### Weltmeisterschaften
- Ruka 2005: 33. Dual Moguls, 46. Moguls
- Madonna di Campiglio 2007: 21. Moguls, 33. Dual Moguls
- Inawashiro 2009: 15. Moguls, 35. Dual Moguls
- Voss 2013: 10. Dual Moguls, 22. Moguls
- Kreischberg 2015: 5. Dual Moguls, 12. Moguls
- Sierra Nevada 2017: 5. Dual Moguls, 18. Moguls
- Almaty 2021: 5. Moguls, 5. Dual Moguls

### Weltcupwertungen
| Saison  | Gesamt | Gesamt | Moguls | Moguls |
| Saison  | Platz  | Punkte | Platz  | Punkte |
| ------- | ------ | ------ | ------ | ------ |
| 2005/06 | 195.   | 1      | 63.    | 7      |
| 2007/08 | 34.    | 24     | 10.    | 242    |
| 2008/09 | 51.    | 18     | 15.    | 163    |
| 2009/10 | 36.    | 20     | 11.    | 202    |
| 2010/11 | 92.    | 8      | 24.    | 86     |
| 2011/12 | 46.    | 20     | 11.    | 263    |
| 2012/13 | 103.   | 11     | 18.    | 132    |
| 2013/14 | 102.   | 12     | 19.    | 129    |
| 2014/15 | 198.   | 1      | 43.    | 12     |
| 2015/16 | 29.    | 30,38  | 7.     | 243    |
| 2016/17 | 30.    | 33,82  | 5.     | 372    |
| 2017/18 | 5.     | 58,50  | 2.     | 585    |
| 2018/19 | 41.    | 25,78  | 8.     | 232    |
| 2019/20 | 26.    | 36,20  | 4.     | 362    |
| 2020/21 | –      | –      | 12.    | 109    |
| 2021/22 | –      | –      | 45.    | 23     |

### Weltcupsiege
Reicherd errang im Weltcup bisher 18 Podestplätze, davon 2 Siege:
| Nr. | Datum           | Ort         | Land     | Disziplin   |
| --- | --------------- | ----------- | -------- | ----------- |
| 1   | 8. März 2008    | Åre         | Schweden | Dual Moguls |
| 2   | 13. Januar 2017 | Lake Placid | USA      | Moguls      |

### Juniorenweltmeisterschaften
- Krasnoe Ozero 2006: 4. Dual Moguls, 6. Moguls
- Airolo 2007: 1. Dual Moguls, 16. Moguls

### Weitere Erfolge
- Winter-Universiade 2015: 2. Moguls
- Winter-Universiade 2017: 1. Moguls, 2. Dual Moguls
- Winter-Asienspiele 2011: 1. Moguls
- Winter-Asienspiele 2017: 3. Moguls, 3. Dual Moguls
- 5 Podestplätze im Europacup, davon 4 Siege